# Pennfilm Studio
Pennfilm Studio AB är en animationsstudio belägen strax söder om Malmö, grundad 1967 av tecknaren, konstnären och animatören Per Åhlin. Ägarna är Clas Cederholm, Per Åhlin och Pelle Svensson. Pennfilm är även moderbolag till Pennförlag AB.
Pennfilm Studio har bl.a. producerat långfilmerna Dunderklumpen! (1974), Resan till Melonia (1989) och Hundhotellet (2000), kortfilmen Sagan om Karl-Bertil Jonssons julafton (1975), och tv-serierna Alfons Åberg och Lennart Hellsings ABC.
Pennfilm Studio sysslar inte bara med film utan skapar också illustrationer och reklam, som exempelvis 2002 års julkalender Dieselråttor och sjömansmöss och Skånetrafikens annonskampanj.